# 亞洲航空
亞洲航空（簡稱亞航，MYX：5099），成立于2001年，是馬來西亞第二家國際航空公司，也是亞洲規模最大的廉价航空公司，主要樞紐機場為吉隆坡国际机場第二航站楼（英語：Kuala Lumpur International Airport Terminal 2，简称KLIA T2），集團夥伴公司泰國亞洲航空、印尼亞洲航空與菲律賓亞洲航空分別選定曼谷廊曼國際機場、蘇加諾-哈達國際機場與克拉克國際機場作為樞紐機場，整個集團的國內及國際定期航班共超過165個航點，遍布25個國家。亚航是马来西亚国家足球队、新加坡国家足球队和女王公园巡游者队的赞助商。
亞航在台灣以「馬亞洲航空」名稱登記註冊，這是因台灣已有同名的飛機修護公司所致。
亞洲航空現為馬來西亞規模最大的航空公司，同時亦是亞洲最大規模的低成本航空公司。
2022年1月27日，亞航集團有限公司正式改名為Capital A Berhad。此次更名是为了反映集团作为一家投资控股公司的新核心业务战略，当中不只有航空服务，同时也拥有协同旅游和生活的的业务组合。这可让投资者了解 Capital A Berhad拥有更多的业务组合。

## 歷史沿革

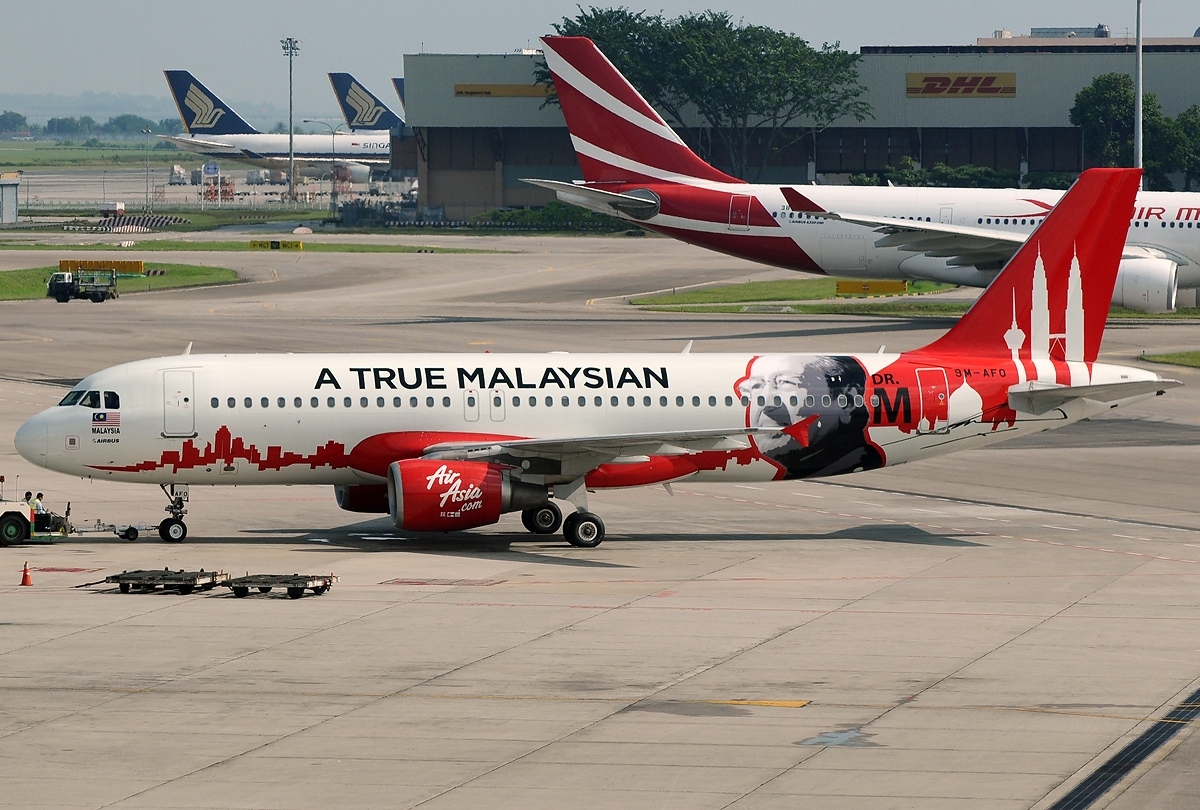
亚航贴马来西亚第四任及第七任首相马哈迪·莫哈末图像

### 成立
亞洲航空於1993年成立，1996年11月18日開始營運。初期是由馬來西亞政府國營集團DRB-HICOM成立。2001年12月2日，前時代華納經理東尼·費爾南德斯的私人公司Tune Air Sdn Bhd併購這間負債累累的航空公司，以1令吉（當時約合0.26美元）的價格收購，連同1100萬美元的債務（4000萬令吉）。公司在2002年轉虧為盈，以吉隆坡的樞紐機場為中心開設多條新航線，並以促銷價1令吉（0.27美元）的價格吸引乘客，逐步与先前獨大的馬來西亞航空并列为馬來西亞主要的航空公司。

### 國際航線
2003年，亞洲航空以新山的士乃國際機場作為第二樞紐，並於該機場開設首條國際航線飛往曼谷。亞航之後便成立泰國子公司，增加新加坡的國際航班，並開設飛往印尼的航線。澳門航線於2004年6月啟航；廈門和馬尼拉航線在2005年4月啟航，越南和柬埔寨則於同年底啟航；汶萊和緬甸於2006年啟航（緬甸航線由泰國亞洲航空經營）。

### 航線拓展
2006年8月，亞航接手馬來西亞航空的沙巴和砂拉越等偏遠地區航線，以FlyAsianXpress 品牌經營；由於商業考量，這些航線在一年後又回歸馬來西亞之翼航空經營。亞洲航空執行長費尔南德斯宣布一個五年計劃，企圖拓展亞洲的航空市場。計劃中，亞航欲連接區域內既有城市航點，並拓展越南、印尼、中國南部（昆明、廈門、深圳）和印度的航點，藉以強化和提升航線版圖。此外，亞航的夥伴公司泰國亞洲航空和印尼亞洲航空也在曼谷和雅加達設立樞紐中心。
亞航於2007年另外成立夥伴公司全亞洲航空（AirAsia X；亦稱亞航 X），使用空中巴士A330/A340廣體客機，專職服務飛行時間超過四小時的中長程航段，例如澳大利亚、臺灣、韓國、沙特阿拉伯、马尔代夫、中國大陆和日本等航線。
亞洲航空目前已成為東南亞國家联盟（ASEAN）的航空公司，已於馬來西亞、印尼、泰國、菲律賓等東盟國家架設完善且密集的服務網絡。

## 子公司

### 泰國亞洲航空

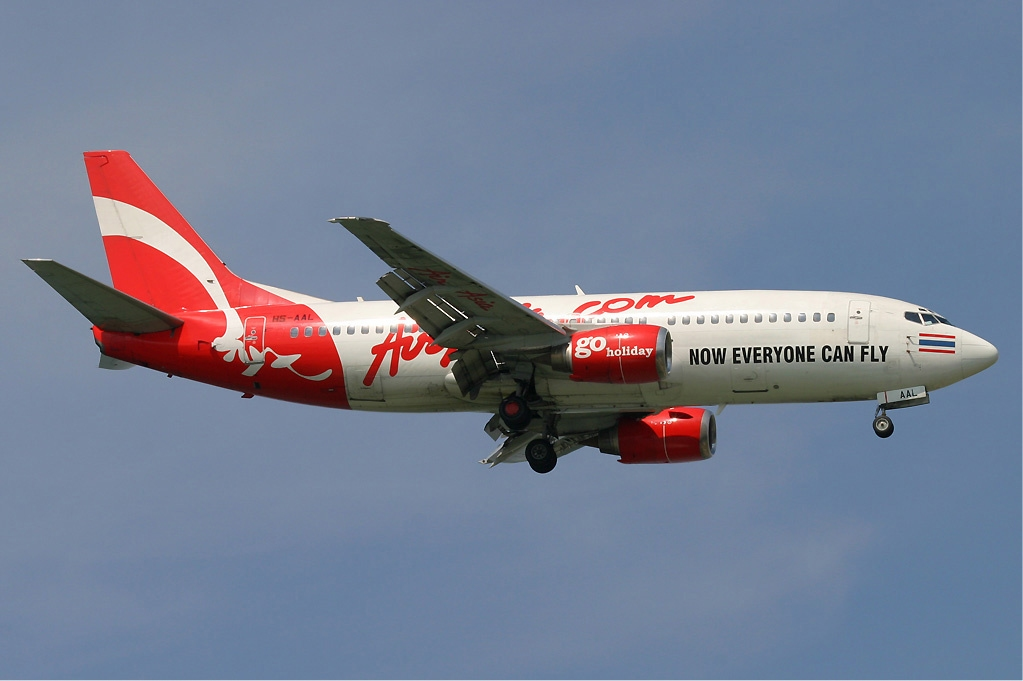
泰亞航波音737-300客機降落在廊曼國際機場

：簡稱泰亞航，於2003年12月8日由亞洲航空與泰國亞洲航運有限公司合資成立，於2004年1月13日正式啟航，樞紐機場設在首都曼谷的廊曼國際機場。2006年9月25日，泰亞航搬遷至蘇凡納布機場，成為同時在該機場營運國內與國際航線的航空公司。2012年10月1日，泰亞航再度遷回廊曼國際機場。目前，亞洲航運公司持有泰亞航55%的股份，亞航集團則持有45%。

### 印尼亞洲航空
：亞航於2004年收購停止營運的Awair公司49%的股份，2004年12月先以亞航品牌恢復營運，2005年12月全面改組為印尼亞航。樞紐機場設在雅加達蘇加諾-哈達國際機場，第二樞紐為巴里島伍拉·賴國際機場。

### 亞航长途
：亞洲航空长途（亦稱亞航X）於2007年成立，是亞航專營長途航線的聯營公司，樞紐機場同樣設於吉隆坡國際機場，航點遍布澳洲、中國大陸、日本、南韓、台灣、沙烏地阿拉伯和尼泊爾。因應長途航線，亞航X使用空中巴士A330廣體客機。

#### 泰國亞航长途
：泰国亞航长途是泰國第一間營運長途航線的低成本航空公司，以廊曼國際機場為據點，於2014年6月投入商業營運，首航為曼谷至首爾，接著開航日本東京和大阪。

#### 印尼亞航长途
：印尼亞航长途是馬來西亞亞航长途的合資公司，以巴里島伍拉·賴國際機場為據點，經營長途國際航線。2014年12月22日開始商業營運，首航航點為墨爾本。

### 菲律賓亞洲航空
：菲律賓政府於2010年12月同意亞航的合營公司的申請，菲律賓亞洲航空（簡稱菲亞航）得以成立，於2012年3月開始營運。樞紐機場設在克拉克國際機場。由於營運狀況不佳，菲亞航於2013年11月6日，停止所有航線，轉往馬尼拉國際機場。:前身為亞洲精神航空（Asian Spirit），2008年3月易主AMY Holdings Inc.控股公司，改以飛龍航空（Zest Air）名稱營運。2013年與菲亞航簽署股權交換合約，締結為聯盟，以各自品牌營運。不久後，更名為亞航飛空航空品牌營運，經營國內與國際定期航班，主要銜接馬尼拉和宿霧與其他24個國內航點。樞紐機場設於馬尼拉尼諾伊·阿基諾國際機場與麥克坦-宿霧國際機場。

### 日本亞洲航空
：2011年7月21日，亞洲航空宣布與全日本空輸合資成立日本亞洲航空（簡稱日亞航），於8月正式成立。樞紐機場設於成田國際機場，在2012年8月開始商業營運。由於合作理念相悖，全日空與亞航於2013年6月25日宣布終止日亞航的合作關係，全日本空輸購回日亞航餘下33%股權，而現時租用五架A320空巴機隊於11月前陸續交還亞航。2014年7月1日，亞航宣布重回日本市場，與乐天集团與其他日本商合資成立新的日本亞航，預計於2015年夏季進行商業營運。2020年10月5日，亞洲航空宣佈因疫情影響﹐日本亞洲航空將於同年12月5日結束營運。

### 印度亞洲航空
：亞航於2014年8月19日宣布與塔塔集團合資成立印度亞航，亞航持股49%，Telestra Tradeplace持股21%，塔塔集團則持股30%。此合資公司代表塔塔集團60年後重回航空業的指標，也是印度第一間外資投注的航空公司。2014年6月12日，印度亞航正式商業營運，首航航班為班加羅爾至果阿的航班。

### 越南亞洲航空
2017年3月31日，亞航向馬來西亞證券交易所聲明，他們計劃與越南合作夥伴在越南建立新的廉價航空公司。2018年12月6日，亞洲航空通過與越南合作夥伴 - Thien Minh Travel股份公司和Hai Au航空股份公司簽署合作備忘錄，重申其打算在越南成立一家合資（JV）低成本航空公司。該合資企業預計將於2019年8月開始提供服務。

### 中國亞洲航空
2017年5月，中國光大集團，河南工作集團和亞洲航空有限公司宣布簽署諒解備忘錄，在中國建立一家低成本航空公司作為合資企業。亞航中國將設在河南省省會鄭州，新的低成本航空公司還計劃建設一個專用的低成本航空公司航站樓，一個航空培訓學院和一個MRO設施。然而，該合資企業已於2018年失效，因為該非約束性初步協議有效期為12個月，並且在關聯方到期時未予以續約。

## 機隊

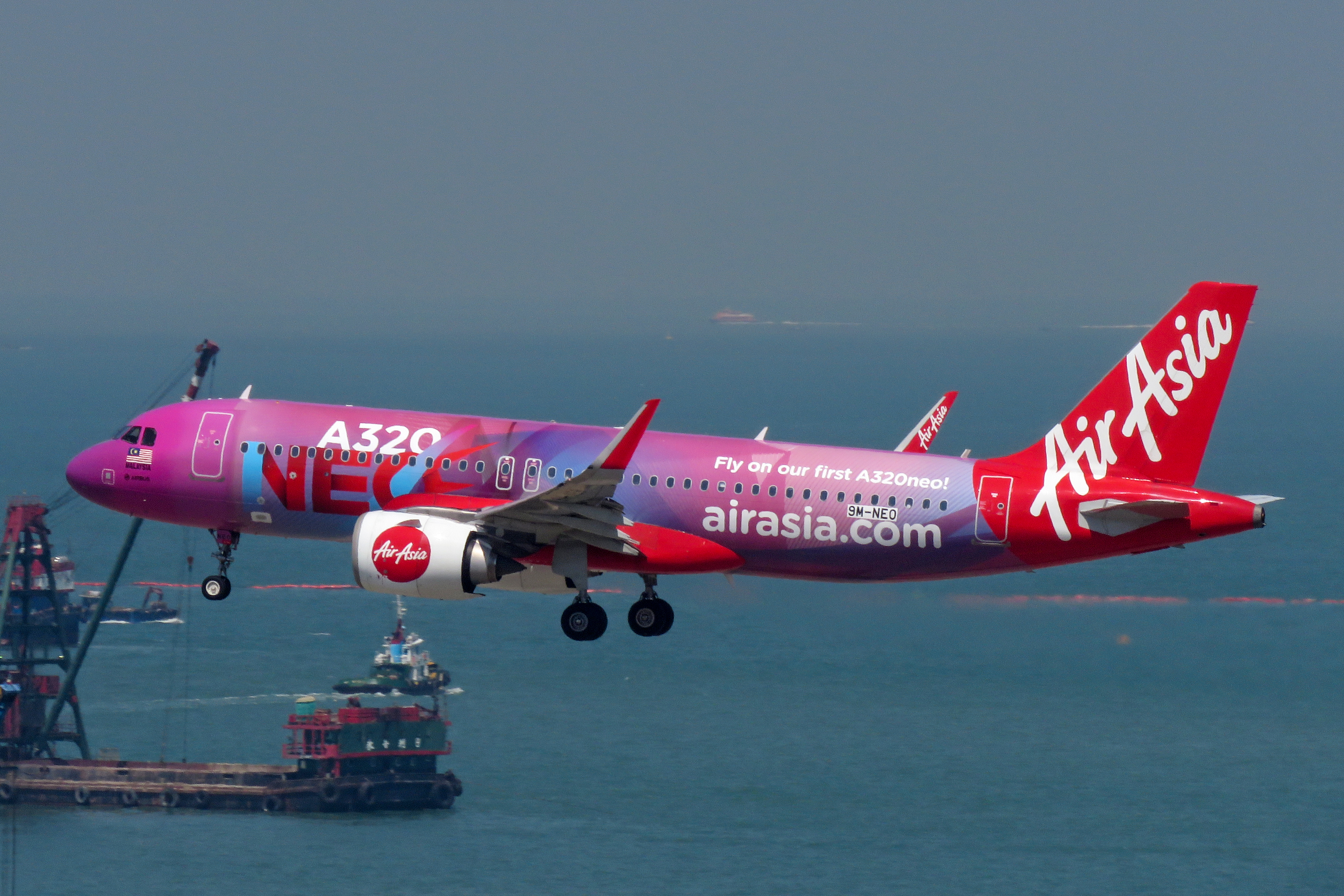
亞航空中巴士A320neo客機即將降落於香港國際機場

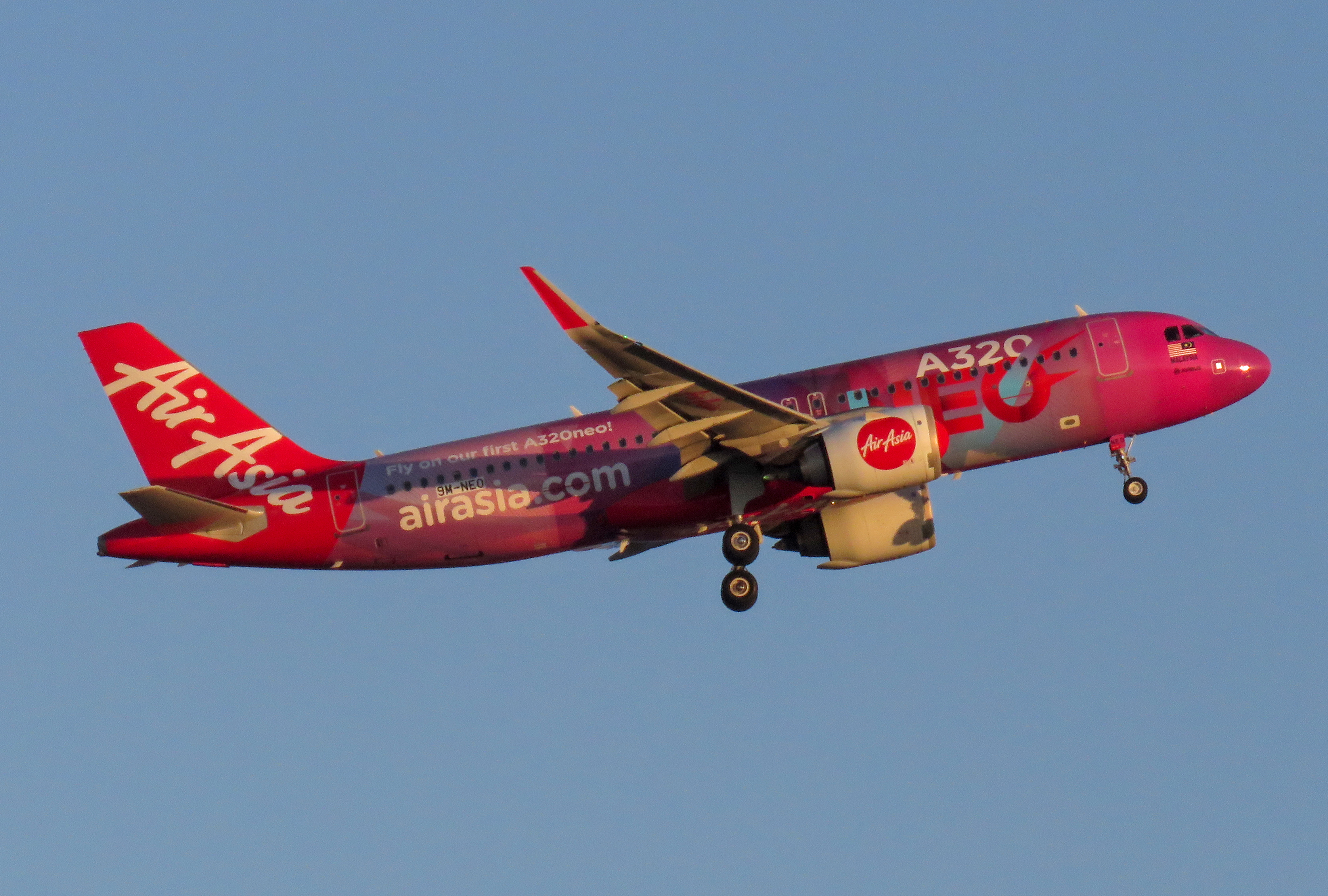
亚航空中客车A320neo客机在昆明长水国际机场起飞

### 現役
截至2024年09月，亞洲航空的機隊如下：

### 機隊更新

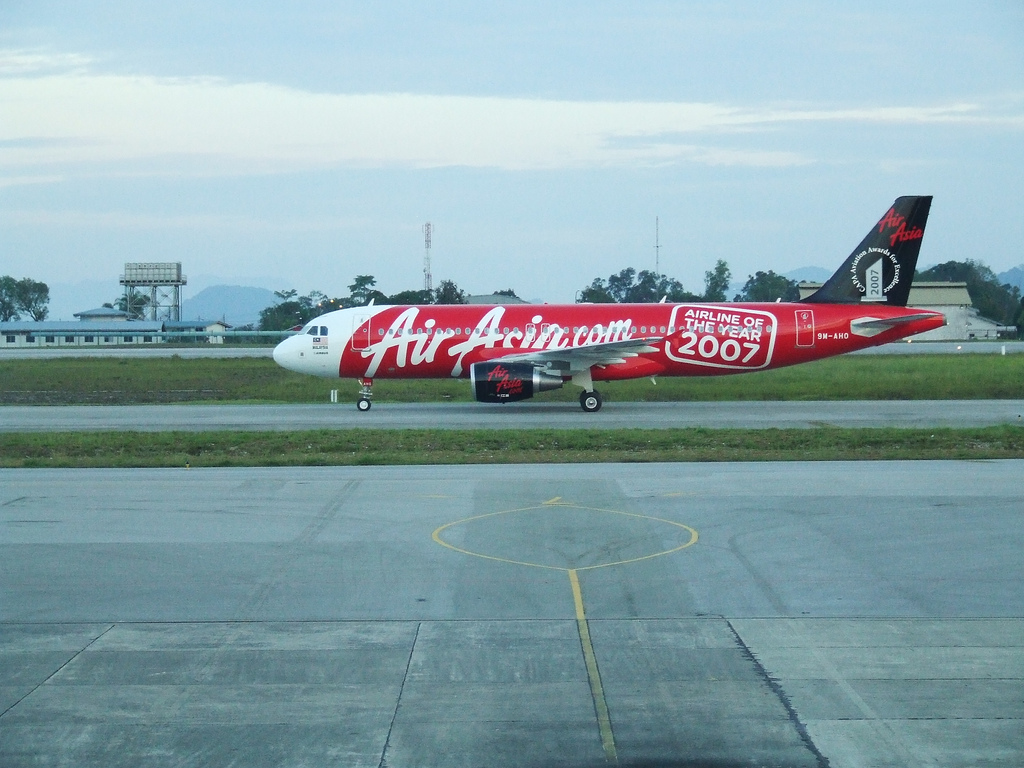
亞航「年度最佳航空」塗裝飛機，於古晉國際機場滑行中

亞航初期曾營運波音737-300型客機，現已全數採用空中巴士A320-200型客機。
2011年6月，亞航在巴黎國際航空太空展訂購200架空中巴士A320neo，是客機量最大的單一訂單之一，訂單金額高達180億美金，雖然亞航可能以折扣價格購入。此訂單使得亞航成為空中巴士最大的客戶。
2012年12月13日，亞航再次訂購100架空中巴士A320客機，其中64架為A320neo，36架為A320ceo。亞航的A320訂單總量達到475。
2016年7月13日，亞航在法恩伯勒国际航空展上订购了100架A321neo，总费用约为126亿美元。至此，亚航对空中客车A320系列的订单总数已达575架，是空客单通道客机系列的最大客户。

## 服務
以下列舉的服務必須付費取得：
- 行李託運額度：可選擇15至40公斤的託運額度，但在機場櫃台現場只能購買15公斤。事先於網路上購買可享有大幅折扣，行李超重將以公斤數計算。
- 餐點：有多國料理選擇，也提供素食餐點及兒童餐。事先於網路購買的費用也較低廉。
- 座位：由電腦自動分配，指定座位必須付費。如果選擇腳部空間較大的「熱選座位」（Hot Seat），則需付更高的費用。
- 舒適用品：毛毯、枕頭及眼罩以套裝販售。

### 機上服務
亞洲航空並不提供免費餐食，旅客於購買機票時可自行選擇是否加購熱食餐盒。此外，亞航提供「Santan」機上付費餐飲服務，旅客可購買熱食餐盒、簡單的零食、飲料等，可向空服員購買。為因應馬來西亞伊斯蘭教規範，亞航並不提供含有豬肉的餐點，且不販售酒類飲品，但執行長程航線的亞航 X除外，機上仍販售啤酒及酒類飲品。

### 飛行常客計划
亞航與Tune Money合資成立屬於亞航自己的飛行常客計畫，稱為「BIG」，會員可以藉由購買機票、機上服務、套裝行程或第三方產品取得BIG點數，用以兌換免費機票。

## 爭議

### 外籍乘客遲到 飛機延誤起飛三小時
2023年4月8日，亞洲航空從上海飛往曼谷的航班XJ761，為等2位外國遊客，導致航班延誤3小時，上百名乘客在飛機上等待，沒吃沒喝，引起多位乘客不滿。9號，上海浦東機場回應稱，該航班確實延誤，但具體原因未知。

## 荣誉
- 2019年，亚洲航空已连续11年被Skytrax评選为最佳廉价航空公司。[34]
- 2021年：（skytrax)全球最佳廉價航空公司第1名、亞洲最佳廉價航空公司第1名

## 外部連結
- 亞洲航空官方网站** 英文页面（英文）
  - （页面存档备份，存于）（简体中文）
  - 正體中文官網[永久]
- 亞洲航空BIG 忠誠計劃官方網站 （页面存档备份，存于）
- 亞航機上餐點目錄 （页面存档备份，存于）
- 亚洲航空新浪微博 （页面存档备份，存于）